# Top Thrill Dragster

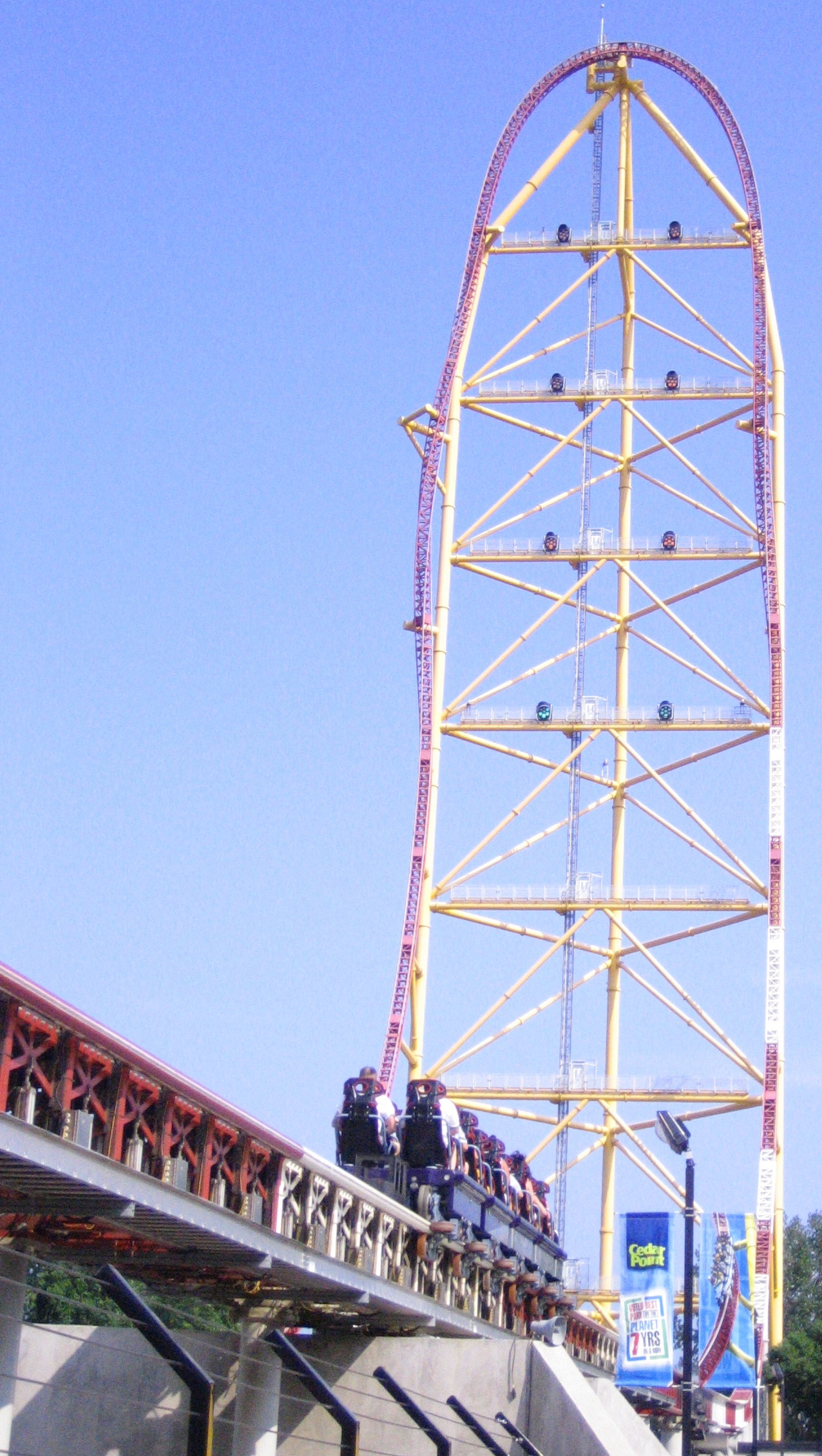
Top Thrill Dragster

Top Thrill Dragster je ocelová hydraulicky vystřelovaná horská dráha typu Stratacoaster v zábavním parku Cedar Point ve městě Sandusky, Ohio (USA). Atrakci postavila firma Intamin AG.
Dráha je vysoká 128 metrů a dosahuje maximální rychlosti 193 km/h, na kterou zrychlí během 4 sekund.
V době otevření 4. května 2003 byl nejvyšší a nejrychlejší horskou dráhou na světě, v roce 2006 oba tyto tituly získala horská dráha Kingda Ka v parku Six Flags Great Adventure.